# Carlota Rosales
Carlota Rosales Martínez de Pedrosa (Madrid, 25 de septiembre de 1872 - ibidem, 4 de agosto de 1958) fue una pintora española del siglo XIX.

## Biografía
Fue la segunda hija del también pintor Eduardo Rosales. Comenzó a pintar con su padrino, Vicente Palmaroli. En 1887 consiguió una beca para la Academia de España en Roma. Junto con Inocencia Aragón fueron las dos únicas mujeres becadas por esta institución en el siglo XIX.
En Roma conoció a Miguel Santonja Cantó, con el que se casó en 1896. A partir de ese momento, la pintura pasó a ocupar un segundo plano.
Participó en algunas de las ediciones de la Exposición Nacional de Bellas Artes, y en la de 1895 consiguió una Mención de Honor.
Fue una pintora de tradición romántica que, durante su corta carrera, se dedicó especialmente a naturalezas muertas, retratos y pintura de género: interiores de iglesia durante la celebración de los santos oficios o paisajes urbanos.
En 2022 el Museo del Prado adquirió un retrato de la pintora, realizado por Vicente Palmaroli en Roma en 1889, con el objetivo de colocarlo en la sala dedicada a los grandes pintores del siglo XIX.

## Obras
- Mi padre, 1890;
- Maximina Martínez de Pedrosa (madre de la autora), 1892.[5]
- Figuras en un patio español;
- Placita en Sanlúcar de Barrameda;
- Granadinas en la fuente.